# Андреевка (Амурская область)
Андре́евка — село в Ивановском районе Амурской области России.
Входит в состав Правовосточного сельсовета.

## География
Село Андреевка стоит на левом берегу реки Маньчжурка (левый приток Ивановки, бассейн Зеи).
Село Андреевка расположено к юго-востоку от районного центра Ивановского района села Ивановка, расстояние (через Богословку) — 19 км.

## Население
| 2002 | 2010 | 2012 | 2013 | 2014 | 2015 | 2016 |
| ---- | ---- | ---- | ---- | ---- | ---- | ---- |
| 312  | ↘270 | ↘260 | ↘246 | ↘236 | ↘234 | ↗238 |
| 2017 | 2018 |      |      |      |      |      |
| ↘236 | ↗238 |      |      |      |      |      |

## Улицы
| - ул. Молодёжная, - ул. Набережная, | - пер. Новый, - ул. Центральная. |

## Экономика
Сельскохозяйственные предприятия Ивановского района.